# Шурна, Антанас
Антанас Шурна (лит. Antanas Šurna; 27 марта 1940 — 19 мая 2014) — советский и литовский актёр театра и кино, заслуженный артист Литовской ССР (1975).

## Биография
Антанас Шурна родился 27 марта 1940 года в Каунасе. В 1958—1962 годах учился на театральном факультете Вильнюсской государственной консерватории. В 1963—1964 годах играл на сцене Каунасского драматического театра. В 1964—1965 годах был актёром Шауляйского драматического театра. С 1965 года вошёл в труппу нового Вильнюсского ТЮЗа (сейчас Государственный молодёжный театр Литвы).
Много снимался в кино. Дебютировал в 1963 году в фильме «Хроника одного дня», где сыграл Томаса Римшу в юности. Член КПСС с 1972 года.
Умер 19 мая 2014 года в Вильнюсе.

## Награды и премии
- Государственная премия Литовской ССР за участие в фильме «Геркус Мантас»(1973).
- Заслуженный артист Литовской ССР (1975).
- Рыцарский крест Ордена Великого князя Литовского Гядиминаса (2000).[4]
- Премия Правительства Литвы по культуре и искусству (2012).[5]

## Работы в театре

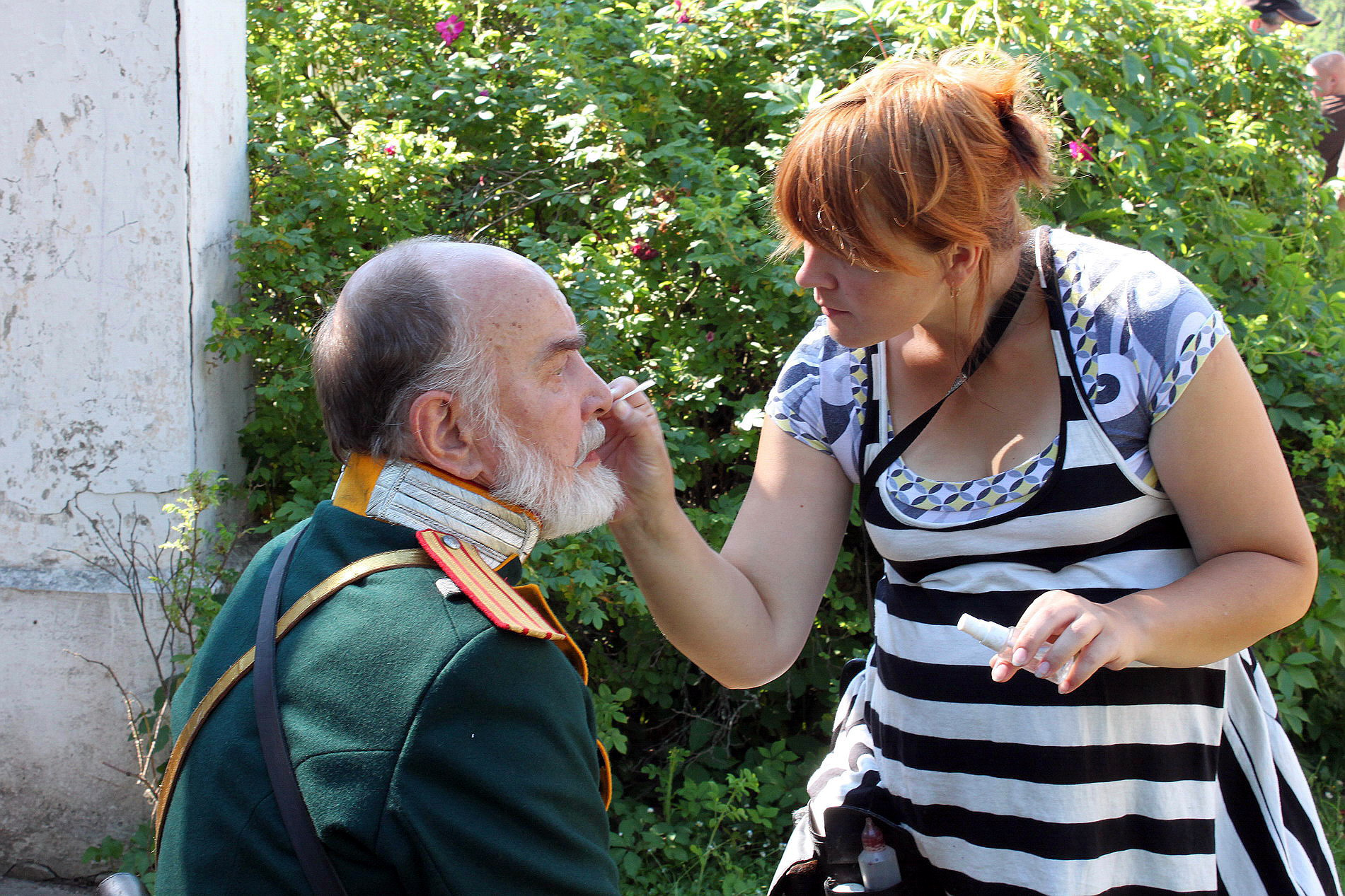
Антанас Шурна (2010)

- 1966 — «Ромео и Джульетта» У. Шекспир — Ромео
- 1967 — «Оглянись во гневе» Джон Осборн — Джимми Портер
- 1968 — «Дракон» Евгений Шварц — Генрих, сын бургомистра
- 1971 — «Вкус черешни» Агнешка Осецкая — Мужчина
- 1971 — «Три сестры» Антон Чехов — Солёный Василий Васильевич, штабс-капитан
- 1975 — «Провинциальные анекдоты» Александр Вампилов — Калошин
- 1976 — «Škac, mirtie, visados škac» Саулюс Шальтянис — Каминскас
- 1977 — «Счастливые дни несчастливого человека» Алексей Арбузов — Крестовников
- 1978 — «Учитель танцев» Лопе де Вега — Рикардо
- 1979 — «Чайка» Антон Чехов — Тригорин
- 1980 — «Привидения» Генрик Ибсен — Пастор Мандерс
- 1981 — «Пиросмани, Пиросмани…» Вадим Коростылёв — Григол, зажиточный крестьянин
- 1993 — «Тартюф» Мольер — Оргон, муж Эльмиры
- 1993 — «Портные в Силмачах» Рудольф Блауманис — Авраам
- 1998 — «Путь в Мекку» Атол Фугард — Пастор Мария
- 2004 — «Калигула» Альбер Камю — Керея
- 2008 — «Патриоты» Пятрас Вайчюнас — Лабутис
- 2010 — «Писец Бартлби» Герман Мелвилл — арендодатель
- 2011 — «Пролетая над гнездом кукушки» Дейл Вассерман по одноимённому роману Кена Кизи — Доктор Спиви
- 2014 — «Незнакомцы среди нас» Аарон Бушковски — Вирджил

## Фильмография
- 1963 — Хроника одного дня — Томас Римша в юности
- 1965 — Никто не хотел умирать — секретарь местной парторганизации (дублировал Лев Жуков)
- 1969 — Да будет жизнь! — Эйнас (озвучивал Геннадий Нилов)
- 1970 — Мужское лето — «Монах», командир отряда «лесных братьев»
- 1970—1972 — Руины стреляют… — Борис Михайлович Рудзянко
- 1971 — Раны земли нашей (лит. Žaizdos žemės mūsų) — Гедрайтис, революционер-подпольщик
- 1972 — Геркус Мантас — Геркус Мантас; отец Геркуса Мантаса — вожди пруссов (дублировал Юрий Пузырёв)
- 1974 — Пламя — Алексей Погудалов
- 1974 — Расколотое небо (Perskeltas dangus) — Стяпонас Крейвенас (дублировал Александр Демьяненко)
- 1975 — День возмездия (Atpildo diena) — Миколас, предводитель разбойников
- 1975 — Смок и Малыш (1-я серия) — миллионер Харвиш
- 1976 — Потерянный кров (Sodybų tuštėjimo metas) — Марюс Нямунис, секретарь горкома, коммунист (дублировал Павел Кашлаков)
- 1977 — Эхо в пуще
- 1977 — Ореховый хлеб (Riešutų duona) — Каминскас, отец Люки (дублировал Зиновий Гердт)
- 1977 — Пыль под солнцем — Марюс, командир интернациональной бригады Красной Армии
- 1978 — Не буду гангстером, дорогая (Nebūsiu gangsteriu, brangioji) — Дик Деневер, босс гангстеров и владелец похоронной конторы
- 1979 — Малые грехи наши (Mažos mūsų nuodėmės) — Ляонас Улба
- 1979 — Раненая тишина (Sužeista tyla) — Чибирас
- 1980 — Встречи с 9 до 9 (Rungtynės nuo 9 iki 9) — Янулис (дублировал Г. Сысоев)
- 1980 — Путешествие в рай (Kelionė į rojų) — жандарм (дублировал Лев Лемке)
- 1981 — Капли дождя (Lietaus lašai) — Эдуардас Тинупяйтас
- 1982 — Лесорубы (Girių kirtėjai)
- 1982 — Мальчишки (Berniūkščiai) — Сергеев
- 1983 — Женщина и четверо её мужчин — отец
- 1984 — Здесь наш дом (Čia mūsų namai) — Маргявичюс
- 1986 — Беньяминас Кордушас (Benjaminas Kordušas) — Беньяминас Кордушас
- 1986 — Корона ужа (Žalčio karūna) — Александр Бенуа
- 1986 — Мышеловка (Pelėkautai) — мистер Паравичини
- 1986 — Пиросмани, Пиросмани… — Григоло
- 1987 — Владыка (Valdovas) — Крушна
- 1988 — Государственная граница. Солёный ветер (фильм 7) — полковник Ллойд
- 1989 — Хамелеон (Chameleonas) — Людас Скирмонис, скульптор
- 1990 — Взгляд змия (Žalčio žvilgsnis) — Гонтас
- 1990 — Отец (Tėvas)
- 1992 — Разбитый кувшин (телеспектакль) (Sukultas ąsotis) — Адам
- 1993—1997 — Родня (Giminės) — Антанас Шепутис
- 1996 — Будьте здоровы (Likit sveiki)
- 1998 — Последний лист
- 1998—2000 — Поросль (Atžalos) — Антанас Шепутис
- 2000 — Жизнь Эльзы (Elze is Gilijos; Литва, Германия) — капитан Грюнбаум
- 2001 — Вальс судьбы (Likimo valsas) — Артурас
- 2008 — Вызов (Литва, США) — ортодоксальный раввин
- 2008 — Пилот (Pilotas) — профессор
- 2010 — Мой любимый враг 2 (Mano mylimas prieše 2)
- 2011 — Город чувств (Jausmų miestas) — Константинас Вилкас, основатель благотворительного фонда
- 2011 — Родня 20 лет спустя (Giminės po 20 metų) — Антанас Шепутис
- 2011 — Тадас Блинда. Начало (Tadas Blinda. Pradžia) — Снегирёв, ротмистр